# Irgendwas (Lied)
Irgendwas ist ein Lied der deutschen Sängerin Yvonne Catterfeld und des Sängers Bengio. Es wurde am 9. Dezember 2016 als erste Singleauskopplung von Catterfelds am 10. März 2017 veröffentlichten siebten Studioalbums Guten Morgen Freiheit veröffentlicht. Catterfeld stellte die Single unter anderem in der Finalshow der sechsten Staffel von The Voice of Germany vor.
Musikalisch kritisiert das Lied die Konsumgesellschaft („es geht immer noch ein bisschen mehr, auch wenn keiner mehr denn Sinn erklärt“).

## Musikvideo
Das Musikvideo zum Lied wurde in den Karpaten gedreht und ebenfalls am 9. Dezember 2016 veröffentlicht. Es zeigt Catterfeld und Bengio, wie sie unter anderem im Schnee wandern.

## Charts und Chartplatzierungen
Irgendwas stieg zunächst auf Rang 87 der deutschen Single-Charts ein. Eine Woche später stieg die Single auf Platz 27 und hielt sich insgesamt neun Wochen insgesamt in den Charts. Es ist Catterfelds am längsten platzierte Single seit 2006. In Österreich erreichte der Titel Rang 17. In der Schweiz platzierte sich das Lied für eine Woche auf Platz 41. Für Bengio ist dies der erste und bisher einzige Charterfolg.
| ChartsChartplatzierungen | Höchstplatzierung | Wochen |
| ------------------------ | ----------------- | ------ |
| Deutschland (GfK)        | 27 (9 Wo.)        | 9      |
| Österreich (Ö3)          | 17 (16 Wo.)       | 16     |
| Schweiz (IFPI)           | 41 (1 Wo.)        | 1      |